# WWE World Heavyweight Championship (2002-2013)
Ne pas confondre avec le WWE Championship, qui a également porté ce nom pendant deux ans à la suite de l’unification des deux titres en fin 2013 et le WWE World Heavyweight Championship (2023-...) qui partage le même nom depuis avril 2023.
Le World Heavyweight Championship (WWE) (que l'on peut traduire par championnat du monde poids lourd (WWE) ) est un championnat de catch (lutte professionnelle) utilisé par la World Wrestling Entertainment (WWE) du 2 septembre 2002 au 15 décembre 2013.
Il est créé à Raw en septembre 2002, après la séparation du personnel de la WWE dans les deux principales émissions. Raw n'a pas le championnat de la WWE et Eric Bischoff, qui est alors manager général de Raw, décide de mettre en place un championnat majeur. Il remet la ceinture de champion à Triple H qui est le premier champion du monde poids lourd de la WWE.
Le titre descend de l'historique "Big Gold Belt", introduit pour la première fois en 1985. Son patrimoine peut être retracé jusqu'au tout premier World Heavyweight Championship, devenant ainsi la ceinture la plus ancienne de la lutte professionnelle, venant d'un héritage vieux de plus de 100 ans.
À ne pas confondre avec la fusion des deux titres majeurs, qui a donné le même nom, survenu à TLC 2013 entre John Cena et Randy Orton, alors tous les deux champions.
La ceinture a disparu physiquement le 18 août 2014 à Raw, où Brock Lesnar s'est présenté avec la seule ceinture WWE, le lendemain de SummerSlam, après avoir battu John Cena.

## Histoire du titre

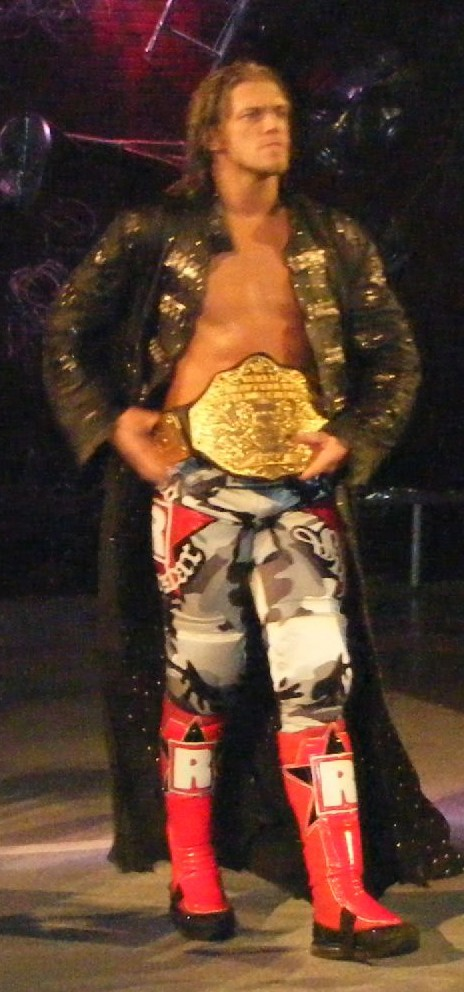
Edge détient le plus grand nombre de règnes de l'histoire de la ceinture (7 fois).

L'histoire de ce titre découle à la fois du championnat mondial de la fédération World Championship Wrestling et du titre suprême de la WWF (future WWE). En 2001, pendant l'angle de l'invasion, qui voyait l'invasion de catcheurs de la WCW dans la WWF, les deux championnats étaient défendus par leurs champions respectifs entre catcheurs estampillés de chaque clan. Fin novembre, après la victoire de la WWE, le titre de la WCW est rebaptisé tout simplement World Heavyweight Championship, possession de The Rock. Le titre reste actif un mois, jusqu'à l'organisation d'un tournoi visant à fusionner les deux championnats mondiaux, afin de former un seul WWE Undisputed Championship. Le vainqueur est Chris Jericho. En avril 2002, les deux ceintures son retirées et remplacées par une unique nouvelle.
En mai 2002, alors que la WWE décide de séparer son effectif de catcheurs en deux, suivant les deux émissions Raw et SmackDown!, il est annoncé que les champions auront le droit d'aller et venir dans les deux camps. Au mois d'août 2002, Brock Lesnar bat The Rock à SummerSlam. Devant la convoitise autour de ce titre et la compétition qui s'installe entre les deux émissions, Stephanie McMahon, manageur général de SmackDown! annonce que le WWE Undisputed Championship devient l'attraction exclusive de son émission.

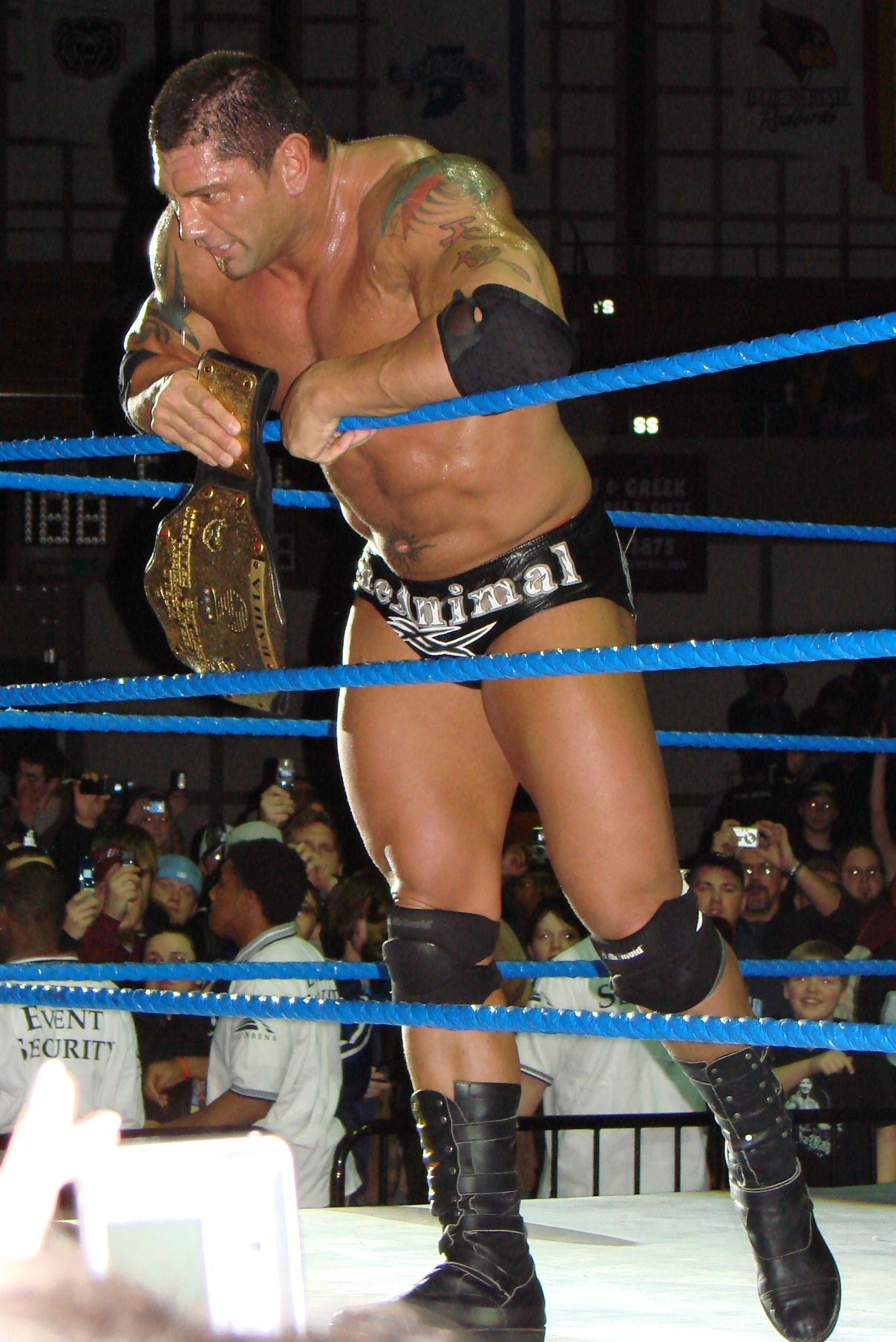
Batista détient le plus long règne en tant que champion

Son homologue de Raw, Eric Bischoff, décide alors de réactiver le World Heavyweight Championship pour sa chapelle. Au mois de septembre, Triple H devient le champion. Sa ceinture est une version à peine retouchée de l'ancienne ceinture de la WCW. Le titre mondial est apporté à Raw le 30 juin 2008 par CM Punk, après avoir utilisé son Money in the Bank pour battre Edge, catcheur de SmackDown! et ancien détenteur du titre. À No Way Out 2009, le titre mondial de WWE Raw est revenu à WWE SmackDown à la suite de la victoire d'Edge qui a attaqué Kofi Kingston et qui a lui-même remplacé. Mais à WrestleMania XXV avec la victoire de John Cena contre Edge et The Big Show, le titre revient à RAW
Le titre repart à Smackdown! à la suite de la victoire d'Edge sur John Cena à Backlash 2009.
Le titre revient brièvement à Raw quand pendant le Smackdown suivant WrestleMania XXVI, après une attaque d'Edge, Jack Swagger encaisse son Money in the Bank et remporte pour la première fois de sa carrière le World Heavyweight Championship en battant le champion Chris Jericho après un Gutwrench Powerbomb suivi du compte de 3. La ceinture retourne à SmackDown avec le transfert de Swagger, deux semaines plus tard.
Le 29 août 2011, la WWE Brand Extension a définitivement été arrêté. De ce fait, les superstars des deux rosters peuvent acquérir le World Heavyweight Championship, et peut également être défendu dans n'importe quel show. Tandis qu'auparavant, seules les superstars étant dans le même roster que le titre pouvaient y prétendre.
Le 15 décembre 2013 à WWE TLC: Tables, Ladders & Chairs, le WWE Champion Randy Orton a battu le World Heavyweight Champion John Cena dans un TLC match pour unifier les deux ceintures. Orton a été reconnu comme le dernier World Heavyweight Champion, et le titre a officiellement été retiré par la WWE le lendemain de sa victoire à TLC, le 16 décembre 2013. L'apparence physique de la ceinture est toujours utilisé pour mettre en évidence l'unification des deux championnats. Par ailleurs, la combinaison des deux titres a amené à une nouvelle appellation pour le WWE Championship, le WWE World Heavyweight Championship.

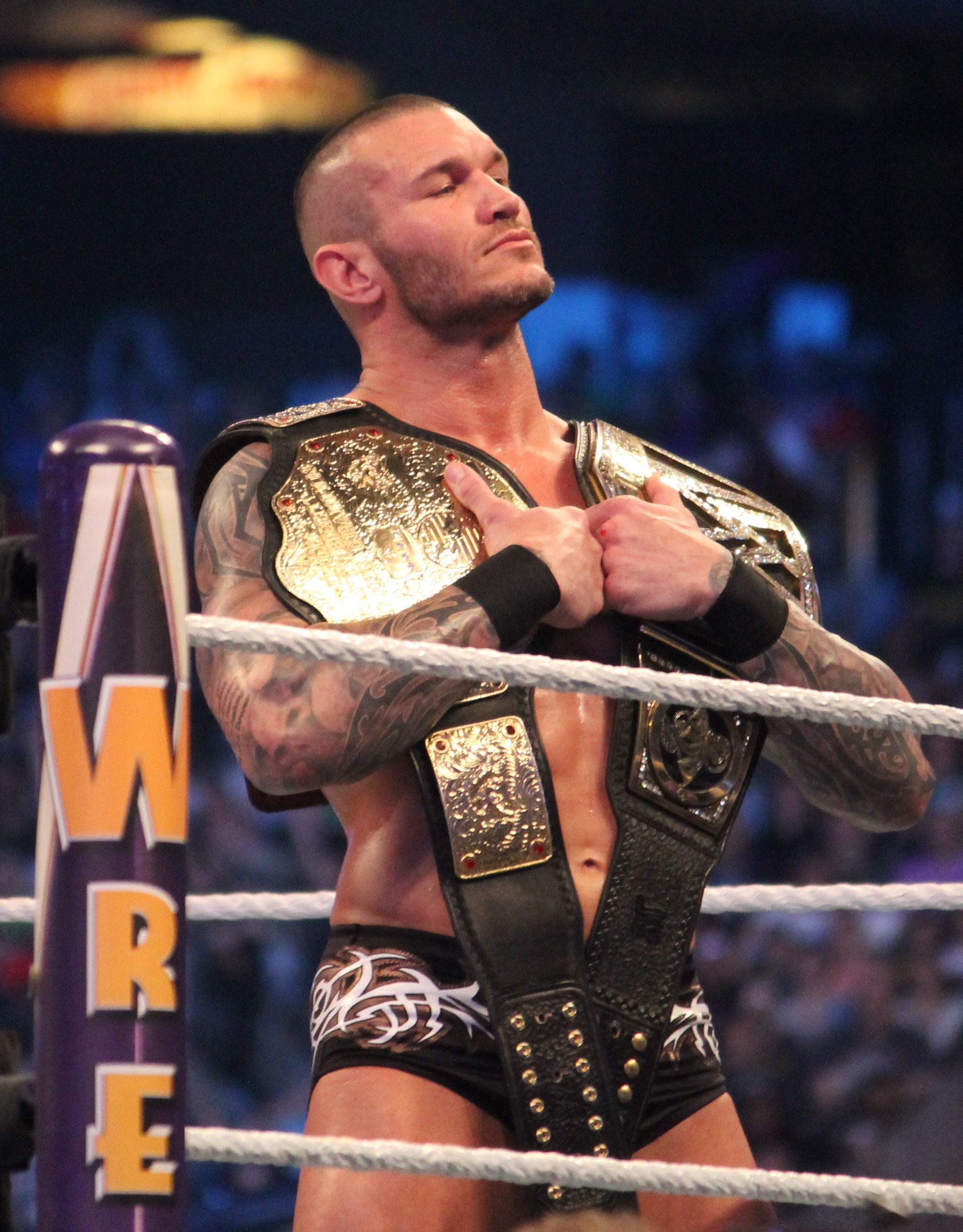
Randy Orton, 4 fois et dernier détenteur du titre.

La ceinture poids-lourd disparaît le lendemain de SummerSlam (2014), où Brock Lesnar, après avoir battu John Cena lors du pay-per-view, arrive à Raw avec le seul WWE Championship.
Le 24 avril 2023 à Raw, Triple H a dévoilé une nouvelle ceinture, portant le même nom que celle-ci, avec un nouveau design et le logo de la compagnie situé au centre.
Seth "Freakin" Rollins est couronné premier champion lors Night of Champions après y avoir gagné un tournoi.
Sur le site de la WWE, il a été confirmé qu'il s'agit d'un nouveau titre avec son propre historique qui partage le même nom que la ceinture de 2002 à 2013,.